# Stefan Gartenmann
Stefan Gartenmann (Roskilde, 2 febbraio 1997) è un calciatore svizzero con cittadinanza danese, difensore del Ferencváros.

## Biografia
Nato e cresciuto in Danimarca, suo nonno è svizzero ed emigrò nel paese nordico dal Canton Turgovia.

## Caratteristiche tecniche
È un terzino destro.

## Carriera

### Club
Cresciuto nel settore giovanile del Roskilde, squadra della sua città, nel 2013 è passato all'Heerenveen. Con il club olandese non è mai riuscito ad esordire in prima squadra e nel luglio 2017 ha fatto ritorno in patria firmando per il SønderjyskE.
Ha debuttato il 7 agosto seguente in occasione dell'incontro di Superligaen vinto 3-0 contro l'Aarhus.
Il 28 giugno 2022 viene acquistato dal Midtjylland.
Il 1º settembre 2023 viene ceduto in prestito all'Aberdeen.
Il 15 agosto 2024 è stato ceduto a titolo definitivo al Ferencváros.

### Nazionale
Ha giocato in tutte le nazionali giovanili danesi dall'Under-16 all'Under-21.
Successivamente ha scelto di rappresentare la Svizzera, nazionale delle sue origini, da cui è stato convocato per la prima volta il 13 marzo 2025. Esordisce con gli elvetici otto giorni dopo nell'amichevole pareggiata per 1-1 contro l'Irlanda del Nord.

## Statistiche
Statistiche aggiornate al 10 gennaio 2020.

### Presenze e reti nei club
| Stagione           | Squadra            | Campionato         | Campionato | Campionato | Coppe nazionali | Coppe nazionali | Coppe nazionali | Coppe continentali | Coppe continentali | Coppe continentali | Altre coppe | Altre coppe | Altre coppe | Totale | Totale | Totale |
| Stagione           | Squadra            | Comp               | Pres       | Reti       | Comp            | Pres            | Reti            | Comp               | Pres               | Reti               | Comp        | Pres        | Reti        | Pres   | Reti   |        |
| ------------------ | ------------------ | ------------------ | ---------- | ---------- | --------------- | --------------- | --------------- | ------------------ | ------------------ | ------------------ | ----------- | ----------- | ----------- | ------ | ------ | ------ |
| 2017-2018          | SønderjyskE        | SL                 | 27         | 0          | CD              | 2               | 1               |                    | -                  | -                  |             | -           | -           | 29     | 1      |        |
| 2018-2019          | SønderjyskE        | SL                 | 33         | 4          | CD              | 1               | 0               |                    | -                  | -                  |             | -           | -           | 34     | 4      |        |
| 2019-2020          | SønderjyskE        | SL                 | 29         | 1          | CD              | 5               | 0               |                    | -                  | -                  |             | -           | -           | 34     | 1      |        |
| 2020-2021          | SønderjyskE        | SL                 | 30         | 1          | CD              | 6               | 1               | UEL                | 1                  | 0                  |             | -           | -           | 37     | 2      |        |
| 2021-2022          | SønderjyskE        | SL                 | 31         | 2          | CD              | 7               | 0               |                    | -                  | -                  |             | -           | -           | 38     | 2      |        |
| Totale SønderjyskE | Totale SønderjyskE | Totale SønderjyskE | 150        | 8          |                 | 21              | 2               |                    | 1                  | 0                  |             | -           | -           | 172    | 10     |        |
| 2022-2023          | Midtjylland        | SL                 | 25+1       | 3+0        | CD              | 2               | 1               | UCL+UEL            | 0+3                | 0                  |             | -           | -           | 31     | 4      |        |
| lugl.-ago. 2023    | Midtjylland        | SL                 | 3          | 0          | CD              | 0               | 0               | UEL                | 4                  | 0                  |             | -           | -           | 7      | 0      |        |
| set. 2023-2024     | Aberdeen           | SP                 | 33         | 3          | CS+CdL          | 4+3             | 0               | UECL               | 5                  | 0                  |             | -           | -           | 45     | 3      |        |
| Totale carriera    | Totale carriera    | Totale carriera    | 212        | 14         |                 | 30              | 3               |                    | 13                 | 0                  |             | -           | -           | 255    | 17     |        |

### Cronologia presenze e reti in nazionale
| Cronologia completa delle presenze e delle reti in nazionale ― Svizzera | Cronologia completa delle presenze e delle reti in nazionale ― Svizzera | Cronologia completa delle presenze e delle reti in nazionale ― Svizzera | Cronologia completa delle presenze e delle reti in nazionale ― Svizzera | Cronologia completa delle presenze e delle reti in nazionale ― Svizzera | Cronologia completa delle presenze e delle reti in nazionale ― Svizzera | Cronologia completa delle presenze e delle reti in nazionale ― Svizzera | Cronologia completa delle presenze e delle reti in nazionale ― Svizzera |
| Data                                                                    | Città                                                                   | In casa                                                                 | Risultato                                                               | Ospiti                                                                  | Competizione                                                            | Reti                                                                    | Note                                                                    |
| ----------------------------------------------------------------------- | ----------------------------------------------------------------------- | ----------------------------------------------------------------------- | ----------------------------------------------------------------------- | ----------------------------------------------------------------------- | ----------------------------------------------------------------------- | ----------------------------------------------------------------------- | ----------------------------------------------------------------------- |
| 21-3-2025                                                               | Belfast                                                                 | Irlanda del Nord                                                        | 1 – 1                                                                   | Svizzera                                                                | Amichevole                                                              | -                                                                       | 15’                                                                     |
| 25-3-2025                                                               | San Gallo                                                               | Svizzera                                                                | 3 – 1                                                                   | Lussemburgo                                                             | Amichevole                                                              | -                                                                       | 46’                                                                     |
| 10-6-2025                                                               | Nashville                                                               | Stati Uniti                                                             | 0 – 4                                                                   | Svizzera                                                                | Amichevole                                                              | -                                                                       | 46’                                                                     |
| Totale                                                                  |                                                                         | Presenze                                                                | 3                                                                       |                                                                         | Reti                                                                    | 0                                                                       |                                                                         |

## Palmarès

### Club

#### Competizioni nazionali
- Coppa di Danimarca: 1

SønderjyskE: 2019-2020
- Campionato ungherese: 1

Ferencvaros: 2024-2025